# 人見勝太郎
人見 勝太郎（ひとみ かつたろう、天保14年9月16日（1843年10月9日） - 大正11年（1922年）12月31日）は、日本の武士（幕臣）、官僚、政治家、実業家。維新後は寧（やすし）と名乗る。雅号は梅坪。

## 略歴
天保14年（1843年）、二条城詰め鉄砲奉行組同心・人見勝之丞（御家人10石3人扶持）の長男として京都に生まれる。慶応3年（1867年）12月に遊撃隊に入隊し、前将軍・徳川慶喜の護衛にあたる。
鳥羽・伏見の戦いにおいては、伏見方面で戦い、その敗退後は、江戸へ撤退して徹底抗戦を主張する。遊撃隊の伊庭八郎ら主戦派とともに房総半島へ移動し、請西藩主・林忠崇と合流するなど、小田原や韮山、箱根などで新政府軍と交戦した。奥羽越列藩同盟に関与し、北関東から東北地方を転戦した後、蝦夷地へ渡る。
箱館戦争においては、箱館府知事・清水谷公考に嘆願書を渡す使者となり五稜郭に向かうが峠下で新政府軍と遭遇、峠下の戦いに参加。旧幕府軍の蝦夷地制圧後は、蝦夷共和国の松前奉行に就任した。明治2年（1869年）5月11日の箱館総攻撃に際しては七重浜に出陣、辞世の漢詩を揮毫した旗を翻し戦ったが負傷、箱館病院に入院。5月18日、新政府に降伏し、捕虜として豊前香春藩（旧小倉藩）に預けられたものの、翌明治3年（1870年）に釈放。五ヶ月間鹿児島に旅し、西郷隆盛などと交遊している。
維新後は、明治4年（1871年）、静岡に徳川家が設立した静岡学問所で、校長に相当する学問処大長に就任。明治9年（1876年）に大久保利通の推挙により勧業寮に出仕し、製茶業務に従事した。明治10年（1877年）、群馬県官営工場所長、明治12年（1879年に）茨城県大書記官、翌年には茨城県令を務める。その後は実業界に転じて、明治20年（1887年）に利根川と江戸川を繋ぐ利根運河会社を設立、初代社長に就任。その他、サッポロビールや台湾樟脳会社の設立に関与している。
明治30年代よりたびたび「旧幕府」主催の史談会に出席し、幕末維新期に関する談話を残している。大正11年（1922年）、死去。享年80。

### 辞世の詩
箱館戦争において、1869年5月11日、七重浜の戦いに臨む前に詠んだもの。
幾萬奸兵海陸来
孤軍塲戦骸成堆
百籌運盡至今日
好作五稜郭下苔

## 登場作品
- 池波正太郎『幕末遊撃隊』
- 中村彰彦『遊撃隊始末』
- 富樫倫太郎『土方歳三 蝦夷血風録』三部作（『箱館売ります』『松前の花（旧題『美姫血戦）』『神威の矢（旧題『殺生石』）』）、『土方歳三』
- 東郷隆『坐視に堪えず』（『我餓狼と化す』収録）
- 北原亞以子『歳三からの伝言』
- 秋山香乃『伊庭八郎凍土に奔る』